# Prodigy (David Alleyne)
Prodigy, il cui vero nome è David Alleyne, è un personaggio dei fumetti creato da Nunzio DeFilippis, Christina Weir (testi) e Keron Grant (disegni), pubblicata dalla Marvel Comics. La sua prima apparizione è in The New Mutants (vol. 2) n. 4 (ottobre 2003).
È uno dei protagonisti della serie New Mutants, nonché uno dei numerosi mutanti che hanno perduto i loro poteri dopo gli eventi dell'M-Day.

## Biografia del personaggio

### Origini
David possiede l'abilità di assorbire la conoscenza da chiunque si trovi nelle sue vicinanze, tuttavia alcuni blocchi psichici auto-imposti gli impediscono di assorbire questa conoscenza in modo permanente. Prima di arrivare all'Istituto Xavier, grazie ai suoi poteri, David era il migliore della sua scuola; ma la coscienza della sua mutazione lo portava a studiare più degli altri, perché non voleva essere avvantaggiato dal proprio potere negli studi. Il segreto della sua mutazione fu mantenuto fino a quando il gruppo anti-mutanti Purity non decise di rivelare alla sua famiglia che cosa lui era in realtà. Dopo un'iniziale amarezza paterna, a David fu concessa la libertà di trasferirsi allo Xavier Institute.

### I nuovi Nuovi Mutanti
Reclutato da Danielle Moonstar e Xi'an "Shan" Coy Manh, David fu inserito nel gruppo dei Nuovi Mutanti, una delle squadre in cui era stato suddiviso il corpo studenti dello Xavier Institute. In squadra con Elixir, Wind Dancer, Wallflower e Wither, cominciò una relazione romantica con Surge. Dopo essere stati battuti dai Satiri di Emma Frost in una sessione di allenamento, Wind Dancer decise di condividere il comando della squadra con David.

### House of M
Nell'universo alterato di House of M, David è membro e leader dei Nuovi Mutanti, gruppo scelto per diventare i diplomatici del futuro. Assieme ai Satiri scoprirà un centro di ricerche sugli umani gestito da Sole Ardente e cercheranno di fermarlo.

### M-Day
Dopo il risveglio nell'M-Day, David scoprì di aver perso i propri poteri. Ulteriore prova di ciò fu data quando Josh Foley, suo compagno di stanza gli chiese cosa fosse successo, e lui rispose di non sapere nulla. Presa la decisione di lasciare la scuola, David mostrò agli amici la Caverna del Pericolo, copia dell'omonima Stanza, dove essi si sarebbero allenati quando lui se ne fosse andato. Ciclope però, lo fece rimanere all'istituto, dal momento che il reverendo William Stryker era a caccia dei mutanti depotenziati per ucciderli. Dopo aver contribuito alla sconfitta di Nimrod a Dallas, a David fu offerta la possibilità di unirsi al gruppo dei Nuovi X-Men per controllare gli studenti dell'Instituto Xavier per giovani dotati.

## Poteri e abilità
La mutazione di David consiste in una telepatia passiva che gli permette di assorbire temporaneamente le conoscenza e le abilità di chiunque (non mutante) si trovi nei suoi paraggi, ad esempio in presenza di un pilota d'aereo, di un fisico quantistico o di un esperto di kung-fu, ne acquisisce per breve tempo le conoscenze e capacità. Dopo l'M-Day fu uno dei molti mutanti ad aver perso i propri poteri.

## Altre versioni

### X-Men: The End
In questo finale alternativo, Prodigy è un membro della X.S.E. ed assieme all'Uomo Ghiaccio interroga Sage. Ciò che scopre nella sua mente lo lascia sconcertato e quando Val Cooper entra nella sala d'interrogatorio, si trasforma in un Warskrull e lo uccide.

### Troppe informazioni
Nella miniserie Too Much Information, Emma Frost e Danielle Moonstar mostrano a David cosa succederebbe se eliminasse i blocchi psichici che tengono a freno i suoi poteri. Dopo aver appreso conoscenze dai suoi insegnanti, David comincerà ad assorbire anche quella dei vari geni a livello mondiale, come Stephen Hawking, Tony Stark, Henry Kissinger e Reed Richards, riuscendo in pochi anni a scalare il vertice del potere e ad arrivare alla presidenza degli Stati Uniti. Dopo aver eliminato la fame, la povertà e le malattie dal mondo, aver portato la pace fra umani e mutanti, aver sposato Noriko Ashida e aver trovato una cura per l'AIDS, sfruttando il fattore di guarigione di Elixir, David decide di far fronte alla minaccia cinese distruggendola con un bombardamento. A sua insaputa Noriko riunisce Nuovi Mutanti e Satiri per tentare di fermarlo. La sortita culmina in una esplosione che distrugge interamente la Casa Bianca. Dopo essersi risvegliato David accetta il consiglio di Emma e Dani di non rimuovere i blocchi psichici dai suoi poteri.